# Manchester, New Hampshire
Manchester este (alături de orașul Nashua) co-sediul comitatului Hillsborough și totodată orașul cel mai populat al statului New Hampshire al Statelor Unite ale Americii.